# 約翰·范·丁伯格
約翰·范·丁伯格（英語：John Van Denburgh，1872年8月23日—1924年10月24日）是一名美國爬蟲學家。

## 生平
范·丁伯格生於舊金山，1891年就讀史丹佛大學。截至1895年，他組織了加利福尼亞州科學院的爬蟲學系。1897年，他獲得史丹佛大學的博士學位，並於1902年獲得約翰霍普金斯大學的醫學博士學位。之後，他在舊金山行醫，同時再次擔任加利福尼亞州科學院的爬蟲學館長。
1906年舊金山大地震之後，他透過新的探險和收購其他收藏，幫助重建失去的爬蟲學收藏。1922年，他出版了兩冊的《北美西部的爬蟲類動物》（The Reptiles of Western North America）。
他於1924年在夏威夷檀香山度假時逝世，享年52歲。

## 延伸閱讀
- Jennings, M.R. . Pietsch, Theodore W.; Anderson, William D. Jr.  (编). . Special Publications 6. American Society of Ichthyologists and Herpetologists. 1997: 323–350. ISBN 0-935868-91-7.

## 外部連結
- Evermann, Barton Warren. . Science. 1925, 61 (1585): 508–510. Bibcode:1925Sci....61..508E. JSTOR 1648932. PMID 17795423. doi:10.1126/science.61.1585.508.
- 互联网档案馆中約翰·范·丁伯格的作品或与之相关的作品 .